# Pilar Soler
Pilar Soler Leal (Valencia, 1917-Madrid, 17 de noviembre de 2001) fue una actriz española que participó en un total de catorce películas entre las décadas de 1930 y 1950. 

## Biografía
Su primer papel importante fue en su debut, a los quince años, en la película Carceleras (1932). Otras películas destacadas de su filmografía fueron La gitanilla (1940), La patria chica (1943) y Los peces rojos (1955).

## Filmografía
- Carceleras (1932)
- El hombre que se reía del amor (1933)
- Madrid se divorcia (1934)
- El bailarín y el trabajador (1936)
- Boy (1940)
- La gitanilla (1940)
- Alma de Dios (1941)
- ¡A mí la Legión! (1942)
- Los misterios de Tánger (1942)
- Raza (1942)
- La patria chica (1943)
- Empezó en boda (1944)
- Tempestad en el alma (1950)
- Los peces rojos (1955)